# Mésange à ventre strié
Melaniparus fasciiventer
Espèce
Statut de conservation UICN

 LC  : Préoccupation mineure
La Mésange à ventre strié (de son nom binominal Melaniparus fasciiventer) est une espèce de passereaux de la famille des paridés.
Cet oiseau peuple les forêts d'altitude du rift Albertin.
Autrefois classée parmi les nombreux représentants du genre Parus, l'espèce est reclassée dans le genre Melaniparus après la publication en 2013 d'une analyse phylogénétique moléculaire montrant que les membres de ce nouveau genre forment un clade distinct,.